# Hespera abdominalis
Hespera abdominalis es una especie de insecto coleóptero de la familia Chrysomelidae.
Fue descrita científicamente en 1997 por Wang in Wang & Yu.